# Багтыярлык (хоккейный клуб)
Хоккейный клуб «Багтыярлык» (туркм. Bagtyýarlyk hokkeý topary) — молодёжная хоккейная команда из города Ашхабада. Является командой Государственного комитета Туркменистана по спорту. Образована в 2007 году.

## История
Команда образована в 2007 году и получила название «Бургут» (Беркут). Главным тренером команды стал туркменский специалист Сулейман Дурдыев. Тренируется команда в ашхабадском Ледовом дворце. Игроки команды вызываются в сборную Туркменистана по хоккею. В 2012 году команда «Бургут» вошла в историю туркменского хоккея как первый обладатель Кубка президента Туркменистана, выиграв 20 тысяч долларов США. С 20 апреля по 5 мая 2012 года по распоряжению Президента Туркменистана команда отправилась в Казань, для проведения учебно-тренировочных сборов на базе детской школы хоккейного клуба «Ак Барс». С 2013 года выступает под названием «Багтыярлык» в Чемпионате Туркменистана по хоккею. С 2015 года снова «Бургут».

## Достижения
- Обладатель Кубка Туркменистана (2012)

## Стадион
«Ледовый дворец» — первый ледовый комплекс в городе Ашхабаде. Один из самых больших и хорошо оснащённых в Туркменистане ледовых дворцов спорта.
Занимает площадь около 8 тыс. квадратных метров и вмещает 1000 зрителей. Хоккейная площадка соответствует европейскому стандарту (60 на 30 метров).